# Бе-Хукотай
Недельная глава «Бе-хукотай» (Бехукотай, Бехуккотай) (др.-евр. בְּחֻקֹּתַי‬ — «И если будете поступать по моим установлениям…») — десятая и последняя недельная глава книги Ваикра (Книга Левит).
В обычные (невисокосные) годы эта глава читается вместе с предыдущей (Бе-Хар).
В обиходе на иврите этот недельный раздел иногда называют «парашат ха-тохеха», что буквально означает — «речь обличения», либо «ха-тохеха ха-ктана» (букв. «малое обличение», в отличие от ха-тохеха ха-гдола (букв. «великое обличение») из раздела «Ки Таво)».
Глава разделена на пять частей-«алийот» (призыв к чтению Торы в субботу).

## Содержание главы
В начале главы описываются блага за соблюдение заповедей (своевременные дожди, обильный урожай, мир).
Затем следует описания кар за несоблюдение торы (изгнание из земли Израиля, её запустение, лишения, которым евреи подвергнутся в чужих землях)
Далее обсужсаются вопросы оценки людей, скота и земельных угодий и посвящение угодий и собственности храма.

## Хафтара
Читают книгу пророка Иеремии, 16:19-17:14